# دراگان تسانکوف
دراگان تسانکوف (بلغاری: Драган Киряков Цанков؛ ۹ نوامبر ۱۸۲۸ – ۲۴ مارس ۱۹۱۱) یک سیاست‌مدار اهل بلغارستان بود.